# ظهره الولي (المخادر)

تعديل مصدري - تعديل

ظهره الولي محلة تابعة لقرية الدخلة، التابعة لعزلة بني سرحة بمديرية المخادر إحدى مديريات محافظة إب في الجمهورية اليمنية، بلغ تعداد سكانها 71 حسب تعداد اليمن لعام 2004.